# Sofia av Nassau
Sofia av Nassau (Sophia, skrev själv Sophie), fullständigt namn Sofia Vilhelmina Mariana Henrietta, född 9 juli 1836 på slottet Biebrich i Biebrich i Wiesbaden i Hertigdömet Nassau, död 30 december 1913 i Stockholm, var drottning av Sverige och fram till 1905 drottning av Norge som gift med kung Oscar II. Hon var dotter till hertig Vilhelm I av Nassau och Pauline av Württemberg.

## Biografi

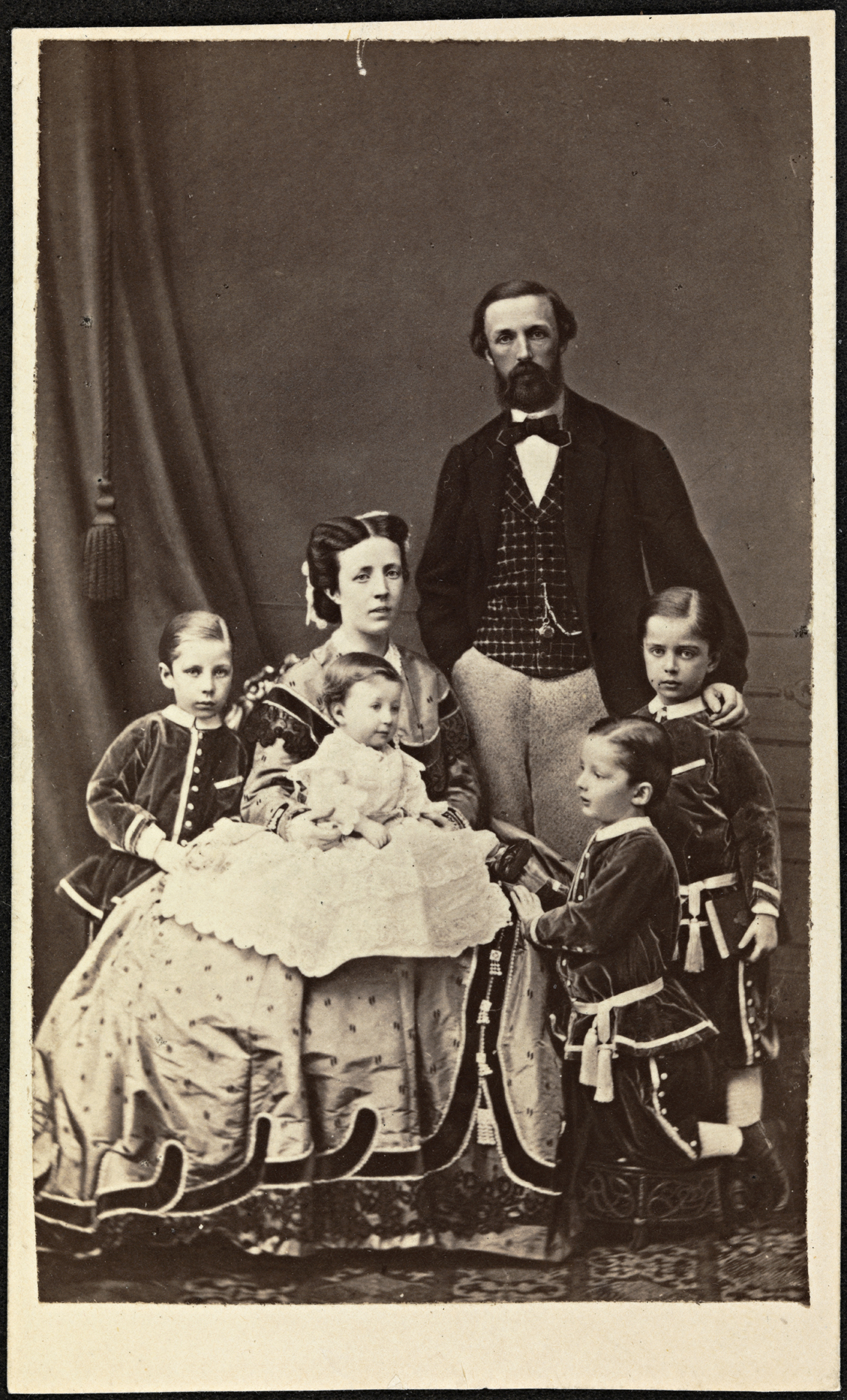
Porträtt på Sofias familj.

Sofias far dog när hon var tre år, och hennes mor när hon var 20. Hon växte upp på slottet Biebrich vid Rhen. Sofias utbildning fäste särskild vikt vid historia, språk och musik, särskilt pianospel. Som tonåring, under ett besök i Sankt Petersburg, hade hon Anton Rubinstein som lärare i piano. Efter sin moders död sommaren 1856 vistades hon hos sin äldre halvsyster Marie, furstinnan av Wied, gift med Hermann av Wied. I dessas hem, slottet Monrepos nära Neuwied, träffade hon prins Oscar, då hertig av Östergötland.

### Giftermål med Oscar II
Förlovningen ingicks 26 september 1856 och den 6 juni 1857 vigdes hon med Sveriges arvprins Oscar (II) hemma på slottet Biebrich. Två veckor senare anlände de nygifta till Sverige och mottogs av ett jubel som "aldrig verkade ta slut". Sofias och Oscars hem blev Arvfurstens palats. 
Politiskt tog Sofia avstånd från den vid svenska hovet förhärskande franska kulturen, särskilt om det gällde liberalismen eller katolicismen. Att hennes make Oscar II såsom regent senare skulle närma sig Tyskland, torde vara ett resultat av Sofias sympatier.
Kung Oscar I var mycket sjuk, och hovet som kronprinsregenten Karl (XV) förde var allt annat än stillsamt.  1859 avled kungen efter en lång tids sjukdom, och stämningen var efter arvprinsens bortgång redan 1854 dämpad. Drottning Lovisa kunde inte få fler barn och det enda barnet kungaparet hade var dottern Louise. 
Under makens förhållande med Magda von Dolcke lämnade hon landet för en resa till Tyskland (1874), officiellt av hälsoskäl. Förhållandet med maken förbättrades under 1880-talet.

### Barnen föds
Den 16 juni 1858 föddes Sofias och Oscars första barn, prins Gustaf. Året därpå föddes Oscar och vintern 1861 Carl. Fyra år senare, 1865, föddes Eugen.
I september 1872 avled Karl XV och Oscar II blev kung av Sverige. Sofia kröntes till Sveriges och Norges drottning tillsammans med sin man 12 maj 1873 i Stockholm. Sofia kröntes med Lovisa Ulrikas krona från 1751, prydd med 695 diamanter. Hon hade en kröningsklänning i silvermoaré och silveratlas och eftersom hon var sjuk när kröningen ägde rum fick hon skjutsas till ceremonien i vagn. Paret kröntes även den 18 juli samma år i Trondheim.
Sofia var i allmänhet klen till hälsan och detta förvärrades med åren. Hon led av blodbrist, olika former av kramp, värk i benen och hade hjärtproblem. Hon genomgick ovariotomi 1887, vilket avlöpte lyckligt, men hon fick därefter mycket svårt att gå. Hon kördes oftast omkring i den tidens rullstolar och bars på bärstolar. Under dessa perioder av långvarig vila fick hon tillfälle att läsa en hel del. Hennes egen sjukdom och en djup religiositet ledde till att hon ägnade sig åt åtskillig välgörenhetsverksamhet, bland annat genom att upprätta Sophiahemmet och genom att verka för utbildning av sjuksköterskor.
Hon blev Tante Sophie med hela kungafamiljen och hon stöttade släkten med råd eller tröst. Man myntade många uttryck, till exempel "Nur anfangen, sagt Tante Sophie" (börja bara, så går det, säger tant Sophie).

#### Barn och barnbarn
| Barn                                         | Född | Gift  | Gift                  | Död  | Barnbarn                                    | Levnad    |
| Barn                                         | Född | Datum | Maka/Make             | Död  | Barnbarn                                    | Levnad    |
| -------------------------------------------- | ---- | ----- | --------------------- | ---- | ------------------------------------------- | --------- |
| (1) Kung Gustaf V                            | 1858 | 1881  | Victoria av Baden     | 1950 | Kung Gustaf VI Adolf                        | 1882-1973 |
| (1) Kung Gustaf V                            | 1858 | 1881  | Victoria av Baden     | 1950 | Prins Wilhelm, hertig av Södermanland       | 1884-1965 |
| (1) Kung Gustaf V                            | 1858 | 1881  | Victoria av Baden     | 1950 | Prins Erik, hertig av Västmanland           | 1889-1918 |
| (2) Prins Oscar Bernadotte, greve af Wisborg | 1859 | 1888  | Ebba Munck af Fulkila | 1953 | Grevinnan Maria Bernadotte, sophiasyster    | 1889-1974 |
| (2) Prins Oscar Bernadotte, greve af Wisborg | 1859 | 1888  | Ebba Munck af Fulkila | 1953 | Greve Carl Bernadotte af Wisborg            | 1890-1977 |
| (2) Prins Oscar Bernadotte, greve af Wisborg | 1859 | 1888  | Ebba Munck af Fulkila | 1953 | Grevinnan Sophia Fleetwood                  | 1892-1936 |
| (2) Prins Oscar Bernadotte, greve af Wisborg | 1859 | 1888  | Ebba Munck af Fulkila | 1953 | Elsa Cedergren                              | 1893-1996 |
| (2) Prins Oscar Bernadotte, greve af Wisborg | 1859 | 1888  | Ebba Munck af Fulkila | 1953 | Greve Folke Bernadotte af Wisborg           | 1895-1948 |
| (3) Prins Carl, hertig av Västergötland      | 1861 | 1897  | Ingeborg av Danmark   | 1951 | Prinsessan Margaretha, prinsessa av Danmark | 1899-1977 |
| (3) Prins Carl, hertig av Västergötland      | 1861 | 1897  | Ingeborg av Danmark   | 1951 | Märtha, kronprinsessa av Norge              | 1901-1954 |
| (3) Prins Carl, hertig av Västergötland      | 1861 | 1897  | Ingeborg av Danmark   | 1951 | Astrid, drottning av Belgien                | 1905-1935 |
| (3) Prins Carl, hertig av Västergötland      | 1861 | 1897  | Ingeborg av Danmark   | 1951 | Prins Carl Bernadotte                       | 1911-2003 |
| (4) Prins Eugen, hertig av Närke             | 1865 | –     | ogift                 | 1947 | –                                           | –         |

### Sjukvårdsengagemang
Sofia var mycket imponerad av Florence Nightingale och hade läst mycket litteratur av henne. Hon hade också besökt sjukhus i London. Ur detta växte idén fram hos henne om att ge unga bildade kristna kvinnor en bra sjuksköterskeutbildning. Den 1 januari 1884 startade hon "Hemmet för sjuksköterskor" där fyra sjuksköterskor utbildades helt på bekostnad av drottningen. Föreståndarinna på hemmet blev Alfhild Ehrenborg som fått sin utbildning av Florence Nightingale och dessutom av denna försetts med lämplig litteratur för undervisningen.
Men då hennes sjuksköterskor mötte ett hårt motstånd inom den etablerade sjukhusvärlden och drottningen fått nog av alla samarbetssvårigheter lade hon 14 december 1887 tillsammans med Oscar grunden till ett helt nytt sjukhus och sköterskehem, Sophiahemmet. Hemmet planerades och inreddes efter den senaste vetenskapen, men samtidigt hemtrevligt. Tio år senare hade 6 557 patienter vårdats på hemmet och 166 sjuksystrar fått den två år långa utbildningen och erhållit skötersketecknet.
I Oslo invigdes 1902 en centralanstalt för handikappade kallad Sophies minde.

### Kyrkligt engagemang
Sofia brukade, tillsammans med sina hovdamer Ebba von Rosen och Märtha Eketrä, ofta åhöra prästen Gustaf Emanuel Beskow predikningar. 1868 donerade hon 2000 till byggandet av hans kyrka, och år 1869 inrollerade hon sina egna söner i hans skola, Beskowska skolan.
Sofia väckte en viss sensation när hon beslutade att hennes söner skulle gå tillsammans med vanliga barn i en privat pojkskola. Tidigare hade alla prinsar undervisats av privatlärare hemma på slottet. Prinsessan började allt mer engagera sig i väckelserörelsen. Pastor Gustaf Emanuel Beskow vann ett mycket stort förtroende hos henne. Med insamlade medel, främst gåvor från Sofia, lät han bygga Blasieholmskyrkan. Det var för övrigt han som drev Beskowska skolan i vilken Sofias söner sattes.
Åren 1889 till 1898 var Sofia ordförande för Lapska missionens vänner, och hon kvarstod som föreningens beskyddarinna till sin död.

### De sista åren
Sofia tillbringade helst sina somrar i Norge och från 1892 bodde hon på gården Skinnarböl nära Kongsvinger. Drottningen var omtyckt i Norge och 1904, den sista sommaren hon tillbringade där, lär hon på sin makes fråga vad hon önskade till sin födelsedag ha svarat, "fred mellan folken".
Efter sin makes död 1907 drog sig Sofia tillbaka från offentligheten. Sitt sista offentliga framträdande gjorde hon den 3 december 1913 då 15 elever skulle invigas som sophiasystrar, däribland hennes barnbarn, Oscars dotter, Maria.
Sofia använde Ulriksdals slott som änkesäte. Hon avled där i södra flygeln den 30 december 1913 omgiven av sin stora familj. Begravningsakten hölls den 8 januari i Storkyrkan och hon begravdes i Riddarholmskyrkan.

## Galleri

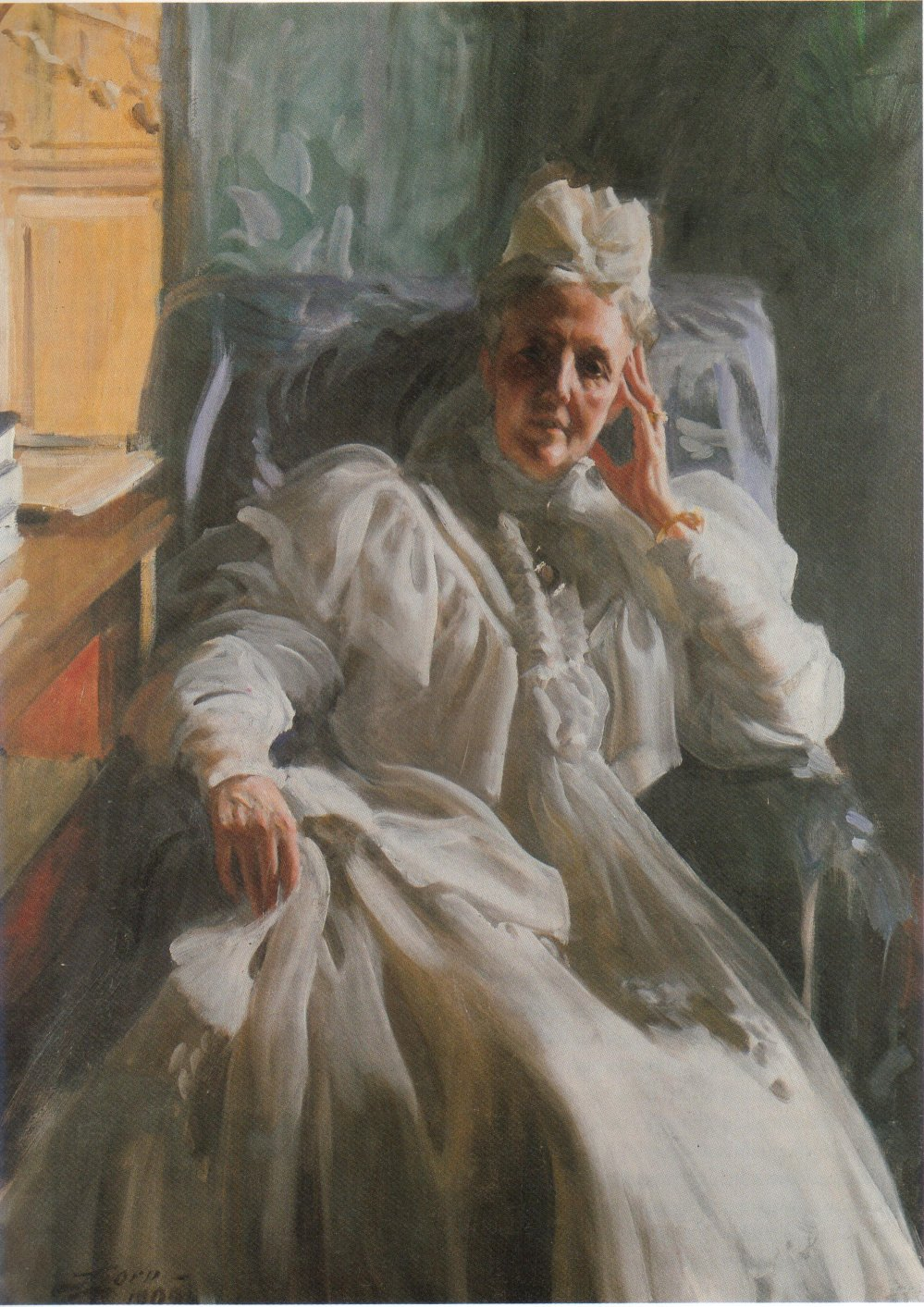
Änkedrottning Sofia. Målning av Anders Zorn 1909.
Drottning Sofia, porträttfotografi
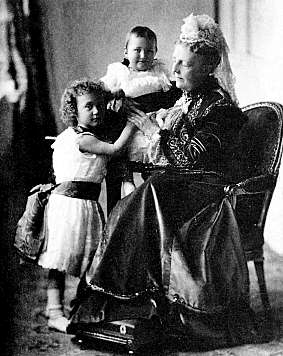
Drottningen år 1902 med två av sina barnbarn, prinsessorna Margaretha och Märtha, döttrar till prins Carl och senare dansk prinsessa resp. norsk kronprinsessa.
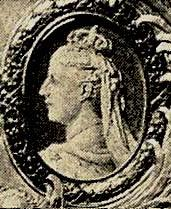
Sofia 1898 i en sällsynt närbild av en svensk drottning iförd sin krona (Lovisa Ulrikas från 1751)
Sofias kröningsklänning, Livrustkammaren.

## Anfäder
|                                  |  |  |  |  |  |  |  |                                   |  |  |  |  |  |  |  |                                                  |  |  |  |  |  |  |  | Furst Carl Christian av Nassau-Weilburg              |
|                                  |  |  |  |  |  |  |  |                                   |  |  |  |  |  |  |  |                                                  |  |  |  |  |  |  |  |                                                      |
|                                  |  |  |  |  |  |  |  |                                   |  |  |  |  |  |  |  | Hertig Friedrich Wilhelm av Nassau               |  |  |  |  |  |  |  |                                                      |
|                                  |  |  |  |  |  |  |  |                                   |  |  |  |  |  |  |  |                                                  |  |  |  |  |  |  |  |                                                      |
|                                  |  |  |  |  |  |  |  |                                   |  |  |  |  |  |  |  |                                                  |  |  |  |  |  |  |  | Prinsessan Wilhelmine Caroline av Nassau-Oranien     |
|                                  |  |  |  |  |  |  |  |                                   |  |  |  |  |  |  |  |                                                  |  |  |  |  |  |  |  |                                                      |
|                                  |  |  |  |  |  |  |  | Hertig Wilhelm I av Nassau        |  |  |  |  |  |  |  |                                                  |  |  |  |  |  |  |  |                                                      |
|                                  |  |  |  |  |  |  |  |                                   |  |  |  |  |  |  |  |                                                  |  |  |  |  |  |  |  |                                                      |
|                                  |  |  |  |  |  |  |  |                                   |  |  |  |  |  |  |  |                                                  |  |  |  |  |  |  |  | Burggreve Wilhelm Georg av Kirchberg-Sayn-Hachenburg |
|                                  |  |  |  |  |  |  |  |                                   |  |  |  |  |  |  |  |                                                  |  |  |  |  |  |  |  |                                                      |
|                                  |  |  |  |  |  |  |  |                                   |  |  |  |  |  |  |  | Burggrevinnan Luise av Kirchberg-Sayn-Hachenburg |  |  |  |  |  |  |  |                                                      |
|                                  |  |  |  |  |  |  |  |                                   |  |  |  |  |  |  |  |                                                  |  |  |  |  |  |  |  |                                                      |
|                                  |  |  |  |  |  |  |  |                                   |  |  |  |  |  |  |  |                                                  |  |  |  |  |  |  |  | Grevinnan Isabella Auguste Reuss-Greiz               |
|                                  |  |  |  |  |  |  |  |                                   |  |  |  |  |  |  |  |                                                  |  |  |  |  |  |  |  |                                                      |
| Drottning Sofia av Sverige-Norge |  |  |  |  |  |  |  |                                   |  |  |  |  |  |  |  |                                                  |  |  |  |  |  |  |  |                                                      |
|                                  |  |  |  |  |  |  |  |                                   |  |  |  |  |  |  |  |                                                  |  |  |  |  |  |  |  | Kung Friedrich I av Württemberg                      |
|                                  |  |  |  |  |  |  |  |                                   |  |  |  |  |  |  |  |                                                  |  |  |  |  |  |  |  |                                                      |
|                                  |  |  |  |  |  |  |  |                                   |  |  |  |  |  |  |  | Prins Paul av Württemberg                        |  |  |  |  |  |  |  |                                                      |
|                                  |  |  |  |  |  |  |  |                                   |  |  |  |  |  |  |  |                                                  |  |  |  |  |  |  |  |                                                      |
|                                  |  |  |  |  |  |  |  |                                   |  |  |  |  |  |  |  |                                                  |  |  |  |  |  |  |  | Hertiginnan Augusta av Braunschweig-Wolfenbüttel     |
|                                  |  |  |  |  |  |  |  |                                   |  |  |  |  |  |  |  |                                                  |  |  |  |  |  |  |  |                                                      |
|                                  |  |  |  |  |  |  |  | Prinsessan Pauline av Württemberg |  |  |  |  |  |  |  |                                                  |  |  |  |  |  |  |  |                                                      |
|                                  |  |  |  |  |  |  |  |                                   |  |  |  |  |  |  |  |                                                  |  |  |  |  |  |  |  |                                                      |
|                                  |  |  |  |  |  |  |  |                                   |  |  |  |  |  |  |  |                                                  |  |  |  |  |  |  |  | Hertig Friedrich av Sachsen-Altenburg                |
|                                  |  |  |  |  |  |  |  |                                   |  |  |  |  |  |  |  |                                                  |  |  |  |  |  |  |  |                                                      |
|                                  |  |  |  |  |  |  |  |                                   |  |  |  |  |  |  |  | Prinsessan Charlotte av Sachsen-Altenburg        |  |  |  |  |  |  |  |                                                      |
|                                  |  |  |  |  |  |  |  |                                   |  |  |  |  |  |  |  |                                                  |  |  |  |  |  |  |  |                                                      |
|                                  |  |  |  |  |  |  |  |                                   |  |  |  |  |  |  |  |                                                  |  |  |  |  |  |  |  | Hertiginnan Charlotte av Mecklenburg-Strelitz        |
|                                  |  |  |  |  |  |  |  |                                   |  |  |  |  |  |  |  |                                                  |  |  |  |  |  |  |  |                                                      |